# Панкратов, Александр Андреевич
Алекса́ндр Андре́евич Панкра́тов (4 сентября 1946, Харьков — 15 ноября 2024, Москва) — советский и российский кинорежиссёр, сценарист. Заслуженный деятель искусств Российской Федерации (1997).

## Биография
Родился 4 сентября 1946 года в Харькове. В 1968 году окончил операторский факультет ВГИКа (мастерская Леонида Косматова) и до 1974 года работал оператором документальных телефильмов («С песней по жизни» и другие), пока не поступил на режиссёрский факультет ВГИКа в мастерскую Игоря Таланкина. Снял дипломный фильм «На дне» (1978) и, окончив институт в 1979 году, стал режиссёром на киностудии «Мосфильм».
Во время, когда популярность пришла к двум Панкратовым, кинорежиссёру и артисту, к фамилии режиссёра добавляли уточнение — «Белый», чтобы их не путали. Но режиссёр вскоре вернулся к первоначальному варианту — просто Панкратов.
В результате экономических потрясений рубежа 1980—1990-х Панкратов несколько лет оставался вне профессии, работал водителем автомобиля, пробовал заняться бизнесом:

Мне просто не давали снимать — не давали денег. И я 8 лет сидел без работы. <…> Продавал ботинки, пиво, печенье. <…> Перестройка для меня была увлекательным временем! Меня тогда любили красивые женщины. Я открывал магазин, но он рухнул: партнёры меня сожрали.
— из интервью «Российской газете» 2010
Занимался литературной деятельностью. По собственному сценарию снял фильм «Эмигрантка, или Борода в очках и бородавочник» (2001), а по своей повести «Путешествие хиппи в Китайскую Народную Республику» — картину «Путешествие автостопом» (2009).
Снялся в картине «Не покидай меня, любовь» (2001) в роли Бориса Ершова, режиссёра.
Член КПСС с 1978 года, член Союза кинематографистов СССР (Москва).
Семья: дважды женат, дочь от второго брака.
Скончался 15 ноября 2024 года на 79-м году жизни в Москве. Причиной смерти стал второй инсульт. Похоронен 18 ноября на Востряковском кладбище.

## Фильмография

### Режиссёр
- 1978 — На дне (короткометражный)
- 1979 — Лаборатория (в киноальманахе «Молодость. Выпуск №»)
- 1981 — Портрет жены художника
- 1984 — Счастливая, Женька!
- 1986 — Проделки в старинном духе
- 1987 — Прощай, шпана замоскворецкая…
- 1991 — Завтра
- 2001 — Эмигрантка, или Борода в очках и бородавочник
- 2009 — Путешествие автостопом

### Сценарист
- 1986 — Проделки в старинном духе
- 1991 — Завтра
- 2001 — Эмигрантка, или Борода в очках и бородавочник
- 2009 — Путешествие автостопом

### Оператор
- 1970 — Поёт Полад Бюль-Бюль оглы
- 1970 — Удивительный мальчик (совместно с Георгием Криницким)
- 1972 — Нервы… Нервы…
- 1973 — Рассказы А. П. Чехова исполняет Игорь Ильинский
- 1974 — Ильинский о Зощенко

### Продюсер
- 1991 — Завтра
- 2001 — Эмигрантка, или Борода в очках и бородавочник
- 2009 — Путешествие автостопом

## Награды и звания
- 1982 — приз в категории дебютов МКФ в Карловых Варах за фильм «Портрет жены художника» (1981)[12]
- 1997 — заслуженный деятель искусств Российской Федерации[13]